# Hohe Brücke (Halle)

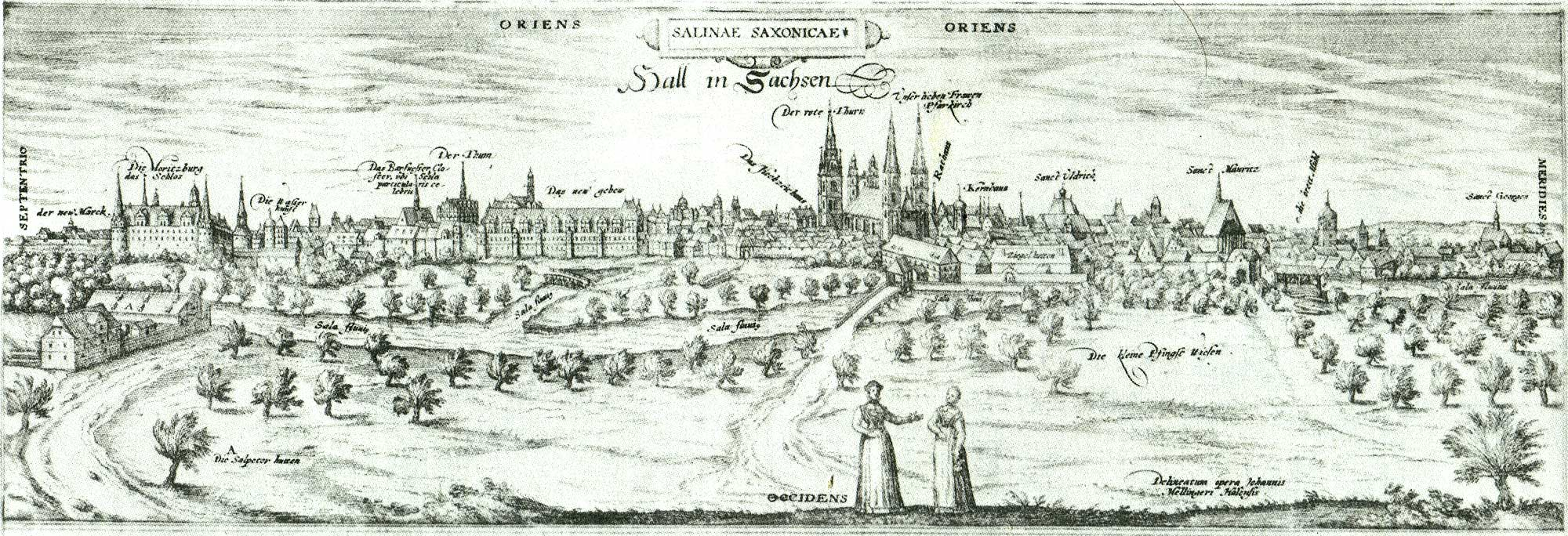
Hohe Brücke 1576 (Bildmitte)

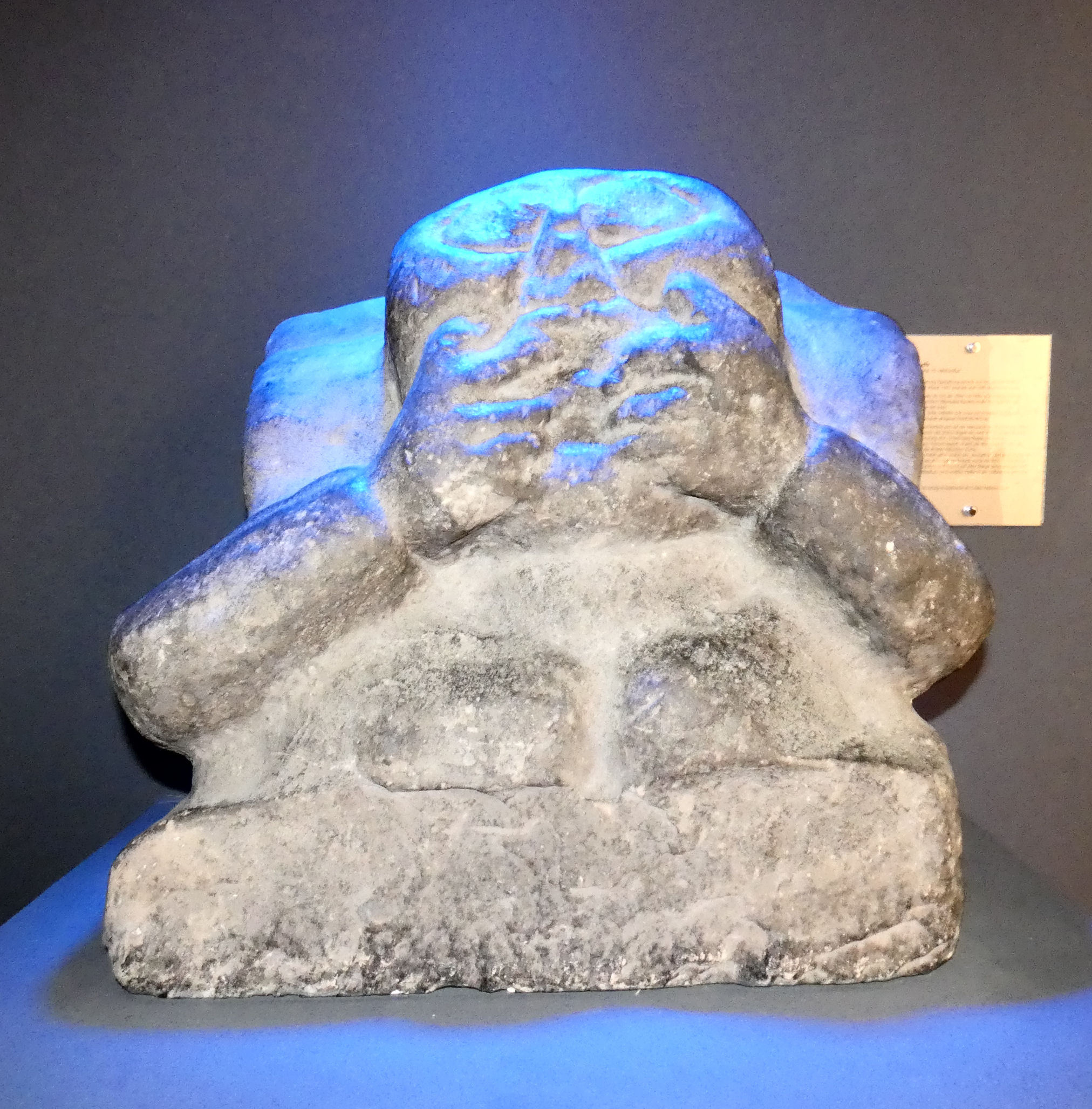
Skulptur des Saalaffen im Technischen Halloren- und Salinemuseum

Die Hohe Brücke in Halle (Saale) überspannte den Hauptarm der Saale. Sie wurde 1172 erbaut und 1503 erneuert. Ab 1840 wurde sie abgetragen, um der 1843 eingeweihten Elisabethbrücke (neunbogig, nicht erhalten) sowie der zeitgleich westlich davon erbauten und ebenfalls 1843 eingeweihten Siebenbogenbrücke (zum Teil im heutigen Straßendamm erhalten) zu weichen. Die Brücke hatte eine Länge von rund 300 Metern. Es handelte sich um eine Bogenbrücke mit mehreren Pfeilern.
Über die Brücke führten die alten Handelsstraßen in Richtung Westen, darunter die Rheinstraße über Eisleben, die heute als Bundesstraße 80 eigene Brücken einhundert Meter südlich besitzt, und die Klausstraße, die heute als Landesstraße 159 und Bundesstraße 242 in den Harz führt. Die heutige Elisabethbrücke (erbaut 2024) befindet sich in etwa am früheren Standort der Hohen Brücke.
Auf der Stromseite des Pfeilers zwischen dem zweiten und dritten Bogen befand sich ein Reliefstein, der als „Saalaffe“ bezeichnet wird. Nach einer Version der Sage wollte diese Sagengestalt den Bau der Brücke verhindern, versteinerte schließlich und wurde eingemauert. Derartige Bauopfer-Sagen finden sich häufig im Zusammenhang mit Brücken; in Halle z. B. auch bei der Schafbrücke über die Weiße Elster in Ammendorf/Beesen.